# Грусин, Дейв
Дейв Гру́син (англ. Dave Grusin, полное имя — Ро́берт Дэ́вид Гру́син, Robert David Grusin, род. 26 июня 1934, Литлтон, Колорадо, США) — американский пианист, композитор, аранжировщик и продюсер. Автор музыки к более чем 100 фильмам и телесериалам, обладатель многочисленных премий, в том числе «Оскар» и «Грэмми». В течение своей музыкальной карьеры выпустил около 35 альбомов, включающих аранжировки произведений Джорджа Гершвина, Дюка Эллингтона, Генри Манчини, а также саундтреки из кинофильмов.
Долгое время сотрудничал с Ли Райтнауром, Патти Остин, Куинси Джонсом, Элом Джерро и многими другими музыкантами, исполняющими джаз, фьюжн и поп-музыку.
Совместно с Ларри Розеном c 1978 года возглавляет основанную им звукозаписывающую компанию GRP Records.

## Биография

### Детство и юность
Роберт Дэвид Грусин родился 26 июня 1934 года в Литлтоне, Колорадо в музыкальной семье. Отец Генри Грусин эмигрировал около 1913 года из Риги, где трудился ювелиром и часовых дел мастером, а помимо этого увлекался игрой на скрипке. Мать Розабель Грусин (в девичестве Де Пойстер), американка по происхождению, была пианисткой. Помимо Дейва в семье было ещё двое детей: брат Дон (который впоследствии также стал музыкантом) и младшая сестра Ди.
Несмотря на привитую с детства любовь к музыке, Дейв поначалу не стремился заниматься творчеством. После окончания в 1956 году Университета Колорадо (где его преподавателем был, в частности, Сесиль Эффингер (англ. Cecil Effinger)), Дейв планировал стать ветеринаром. В своих интервью он упоминал, что решил заняться джазом по большей части из-за того, что чувствовал некоторую вину перед отцом: тот много вкладывал в музыкальное образование сына. В 1959 году Дейв переехал в Нью-Йорк и поступил в Манхэттенскую музыкальную школу.

### Творческий путь
Точкой отсчёта музыкальной карьеры Грусина принято считать 1959 год, когда он присоединился к оркестру Энди Уильямса. С 1963 по 1965 год работал ассистентом музыкального директора и пианистом в «Шоу Энди Уильямса». Именно в этот период он познакомился с Ларри Розеном — будущим сооснователем компании GRP. Тогда же Грусин записал свои первые альбомы в составе трио с Милтом Хинтоном и Доном Лэммондом, в том числе Subways Are For Sleeping и Piano, Strings and Moonlight. Грусин работал в биг-бэндах Бенни Гудмена, Тэда Джонса, аккомпанировал Саре Вон, Кармен Макрей и своей будущей жене — вокалистке Рут Прайс.
После ухода из оркестра Грусин попробовал писать музыку к фильмам, первым из которых стал «Развод по-американски» (1967). Первое профессиональное признание ему принесла работа над фильмом «Выпускник» (1969), Грусин был удостоен премии «Оскар» в категории «Лучший саундтрек к фильму, телевидению или другому визуальному представлению». После этого он стремительно начал набирать популярность в качестве кинокомпозитора, особенно часто к нему обращался Сидни Поллак. Музыку Грусина можно услышать в таких фильмах Поллака, как «Три дня Кондора», «Бобби Дирфилд», «Электрический всадник», «Без злого умысла», «Тутси», «Гавана», «Фирма» и «Паутина лжи».
Помимо композиторской деятельности занимался аранжировками Пегги Ли, Сержио Мендеса (с которым работал в 1965 году в Бразилии), Гровера Вашингтона, Эла Джерро, Барбары Стрейзанд и Донны Саммер. Интерес к латиноамериканской музыке и бразильской культуре позднее свёл его с другим набирающим популярность музыкантом — Ли Райтнауром, с которым у них завязалась крепкая дружба и долговременное сотрудничество. Их самый успешный совместный альбом Harlequin был выпущен в 1985 году и получил премию Грэмми в номинации «Лучшая инструментальная аранжировка».
Работая с таким большим количеством музыкантов для разных лейблов (в том числе Blue Note, RCA и CTI), Грусин с Розеном задумали создать собственную звукозаписывающую студию. В 1978 году она получила название GRP Records, что расшифровывалось, как «Grusin/Rosen Productions». Лейбл давал полную свободу артистам, не ограничивая их жанровыми рамками; другой заслугой GRP стали достижения в области цифровой записи и производства компакт-дисков. Самыми известными музыкантами, записывавшимися на GRP, были Чик Кориа, Майкл Бреккер, Билли Кобхэм, Стив Гэдд, Анджела Бофилл и многие другие. Таким образом, GRP Records являлась одной из передовых джазовых студий своего времени. Позднее она была куплена Universal Music Group.
В 1988 году Грусин получил почётную степень Доктора искусств Музыкального колледжа Беркли, а годом позже удостоился аналогичного звания в Музыкальном колледже Университета Колорадо. В 1991 году музыкальная ассоциация Sinfonia присвоила ему звание «Man of Music» — «Человек Музыки».
В сентябре 2000 года Ли Ритенур и Дейв Грусин отпраздновали выход своего совместного альбома Two Worlds. Во время презентации диска велась веб-трансляция, которую организовал Сидни Поллак в доме Райтнаура в Малибу, Калифорния. К дуэту присоединился ансамбль из 20 музыкантов, и все вместе они исполнили материал с презентуемой пластинки.
В 2000-х Грусин сосредоточился на сольных проектах, сочинении джазовой музыки и гастролях в поддержку новых альбомов.

### Личная жизнь
Дейв Грусин был женат несколько раз.
Первая жена — Эдит Бринтон, родившая двух старших детей Дейва: Стюарта Грусина (впоследствии стал музыкальным редактором) и Скотта Грусина (также стал музыкантом).
Вторая жена — Сара Джейн Талмен, сын — Майкл Грусин (работает инженером в авиационно-космической отрасли).
Третья жена — певица Рут Прайс, с которой Грусин долгое время сотрудничал, брак продлился недолго.
После развода с четвёртой женой Стефани Дейв женился в пятый раз на актрисе Нэн Ньютон. Также у Дейва Грусина есть приёмная дочь Энни Ваут (художница).

## Дискография
- Subways are for Sleeping (1962)
- The Many Moods of Dave Grusin (1962)
- Piano, Strings, and Moonlight (1963)
- Kaleidoscope (1964)
- Divorce American Style (1967)
- The Graduate (1968)
- The Yakuza (1975)
- Discovered Again! (1976)
- One of A Kind (1977)
- The Champ (1979)
- Mountain Dance (1980)
- Dave Grusin Presents GRP All-Stars Live In Japan (1980)
- Out of the Shadows (1982)
- Night Lines (1983)
- NY/LA Dream Band (1984)
- Harlequin, совместно с Ли Райтнауром (1985)
- Cinemagic (1987)
- Little Big Horn, совместно с Джерри Маллиганом (1988)
- Sticks and Stones, совместно с Доном Грусином (1988)
- Collection (1989)
- The Fabulous Baker Boys (1989)
- Migration (1989)
- Havana[англ.] (1990)
- The Bonfire of the Vanities (1991)
- The Gershwin Connection (1991)
- The Firm (1993)
- Dave Grusin and the GRP All-Star Big Band (1993)
- Homage to Duke (1993)
- The Orchestral Album (1994)
- The Cure (1995)
- Two for the Road (1996)
- Mulholland Falls (1996)
- Dave Grusin Presents: West Side Story (1997)
- Random Hearts (1999)
- Two Worlds, совместно с Ли Райтнауром (2000)
- The Very Best of Dave Grusin (2002)
- Now Playing: Movie Themes (2004)
- The Yakuza (2005)
- Lucas (2006)
- Author! Author! (2007)
- The Scorpio Letters (2007)
- Amparo, совместно с Ли Райтнауром (2008)
- The Girl from U.N.C.L.E. (2008)
- The Heart Is a Lonely Hunter (2009)
- An Evening With Dave Grusin (2010)
- One Night Only! (2011)

## Избранная фильмография
Дейв Грусин — автор музыки к более, чем 100 фильмам, телесериалам и шоу. С ним работали такие режиссёры, как Майк Николс, Питер Йетс, Сидни Поллак, Герберт Росс, Улу Гроссбард, Форест Уитакер и другие.
| Год  | Русское название                | Оригинальное название                    | Режиссёр            |
| ---- | ------------------------------- | ---------------------------------------- | ------------------- |
| 1967 | Развод по-американски           | Divorce American Style                   | Бад Йоркин          |
| 1967 | Выпускник                       | The Graduate                             | Майк Николс         |
| 1968 | Сердце — одинокий охотник       | The Heart Is a Lonely Hunter             | Роберт Эллис Миллер |
| 1968 | А где был ты, когда погас свет? | Where Were You When the Lights Went Out? | Хи Эвербэк          |
| 1968 | Сладкоежка                      | Candy                                    | Кристиан Маркан     |
| 1969 | Победа                          | Winning                                  | Джеймс Голдстоун    |
| 1969 | Скажи им, что Билли-Бой здесь   | Tell Them Willie Boy Is Here             | Абрахам Полонски    |
| 1971 | Отстрел                         | Shoot Out                                | Генри Хэтэуэй       |
| 1971 | Банда, не умевшая стрелять      | The Gang That Couldn’t Shoot Straight    | Джеймс Голдстоун    |
| 1973 | Друзья Эдди Койла               | The Friends of Eddie Coyle               | Питер Йетс          |
| 1974 | Человек полуночи                | The Midnight Man                         | Берт Ланкастер      |
| 1975 | Три дня Кондора                 | Three Days of the Condor                 | Сидни Поллак        |
| 1976 | Ужин с убийством                | Murder by Death                          | Роберт Мур          |
| 1977 | До свидания, дорогая            | The Goodbye Girl                         | Герберт Росс        |
| 1977 | Бобби Дирфилд                   | Bobby Deerfield                          | Сидни Поллак        |
| 1978 | Небеса могут подождать          | Heaven Can Wait                          | Уоррен Битти        |
| 1979 | Электрический всадник           | The Electric Horseman                    | Сидни Поллак        |
| 1979 | Правосудие для всех             | …And Justice for All                     | Норман Джуисон      |
| 1979 | Чемпион                         | The Champ                                | Франко Дзеффирелли  |
| 1980 | Мой телохранитель               | My Bodyguard                             | Тони Билл           |
| 1981 | На золотом озере                | On Golden Pond                           | Марк Райделл        |
| 1981 | Без злого умысла                | Absence of Malice                        | Сидни Поллак        |
| 1981 | Красные                         | Reds                                     | Уоррен Битти        |
| 1982 | Тутси                           | Tootsie                                  | Сидни Поллак        |
| 1982 | Автора! Автора!                 | Author! Author!                          | Артур Хиллер        |
| 1984 | Маленькая барабанщица           | The Little Drummer Girl                  | Джордж Рой Хилл     |
| 1984 | Влюблённые                      | Falling in Love                          | Улу Гроссбард       |
| 1984 | Наперегонки с луной             | Racing with the Moon                     | Ричард Бенджамин    |
| 1985 | Балбесы                         | The Goonies                              | Ричард Доннер       |
| 1986 | Лукас                           | Lucas                                    | Дэвид Зельцер       |
| 1987 | Иштар                           | Ishtar                                   | Элейн Мэй           |
| 1988 | Война на бобовом поле Милагро   | The Milagro Beanfield War                | Роберт Редфорд      |
| 1988 | Пьяный рассвет                  | Tequila Sunrise                          | Роберт Таун         |
| 1988 | Сердце Клары                    | Clara’s Heart                            | Роберт Маллиган     |
| 1989 | Сухой белый сезон               | A Dry White Season                       | Озан Пальси         |
| 1989 | Знаменитые братья Бейкеры       | The Fabulous Baker Boys                  | Стив Кловис         |
| 1990 | Гавана                          | Havana                                   | Сидни Поллак        |
| 1990 | Костёр тщеславия                | The Bonfire of the Vanities              | Брайан Де Пальма    |
| 1991 | Для наших ребят                 | For the Boys                             | Марк Райделл        |
| 1993 | Фирма                           | The Firm                                 | Сидни Поллак        |
| 1995 | Лекарство                       | The Cure                                 | Питер Хортон        |
| 1996 | Скала Малхолланд                | Mulholland Fall                          | Ли Тамахори         |
| 1997 | В сумерках                      | In the Gloaming                          | Кристофер Рив       |
| 1997 | Селена                          | Selena                                   | Грегори Нава        |
| 1998 | Проблески надежды               | Hope Floats                              | Форест Уитакер      |
| 1999 | Паутина лжи                     | Random Hearts                            | Сидни Поллак        |
| 2001 | Ужин с друзьями                 | Dinner with Friends                      | Норман Джуисон      |
| 2006 | Крупная ставка                  | Even Money                               | Марк Райделл        |
| 2008 | Пересчёт                        | Recount                                  | Джей Роуч           |